# La Tempête du siècle (mini-série, 2009)
Pour l’article homonyme, voir Tempête du siècle.
Pour plus de détails, voir Fiche technique et Distribution.
La Tempête du siècle (The Storm) est une mini-série américaine en 2 parties réalisées par Bradford May et diffusées les 26 juillet et 2 août 2009 sur le réseau NBC. En France, elle a été diffusée le 27 novembre 2010 sur TF1,

## Synopsis
Le richissime Robert Terrell a réalisé une obsession de toute une vie, en mettant au point une invention exceptionnelle grâce à son Institut de Recherche Atmosphérique. Lors d'un test, l'expérience tourne mal et déclenche de fortes perturbations climatiques. Des ouragans changent de cap, des pluies torrentielles saccagent des régions et de violentes tempêtes explosent. Et ce n'est que le commencement...

## Fiche technique
- Titre original : The Storm
- Titre français : La Tempête du siècle
- Scénario : David Abramowitz, Matthew Chernov, Dennis A. Pratt, David Rosiak
- Pays :  États-Unis
- Durée : 169 minutes

## Distribution
- James Van Der Beek (VF : Thierry Wermuth) : Docteur Jonathan Kirk
- Teri Polo (VF : Laurence Dourlens) : Danni Nelson
- Treat Williams (VF : Patrick Bethune) : Robert Terrell
- Luke Perry (VF : Lionel Tua) : Stillman
- David James Elliott (VF : Guy Chapellier) : le général Wilson Braxton
- Marisol Nichols (VF : Véronique Desmadryl) : inspecteur Devon Williams
- Erin Chambers (VF : Barbara Beretta) : Carly Meyers
- Rebeka Montoya : Gracia
- Tony Nevada : Robbie
- Rich Sommer (VF : Mathias Kozlowski) : Docteur Jack Hoffman
- Ella Thomas (VF : Pamela Ravassard) : Anna Roberts
- Richmond Arquette : Till
- John Larroquette : Bud McGrath
- Candice Azzara : Rose, l'amie de Miriam
- Clark Coffey : le météorologue
- David Law : Docteur
- Coco Maria Schneider : Ko-Ko
- Tom Riordan : agent Curry
- Cameron Daddo : Andrew
- Jack Conley : lieutenant Crandall
- Jorge-Luis Pallo (VF : Emmanuel Garijo) : Franco Ramirez
- Laura Johnson : ?
- Troy Winbush (VF : Gilles Morvan) : Brian Drexler
- Patrick Labyorteaux (VF : Paul Borne) : Carter
- Castulo Guerra : Javier
- Robin Thomas : ?
- Adam Mayfield : Brooks
- Tricia Gilfone : Miriam
- Jeannette Sousa : Gretchen May
- Ren Hanami : Dawn Maleuga
- Bill Lagattuta : Clayton Jax
- Darren Thomas : M. P.
- Elizabeth Espinosa : Stephanie Levitt
- Anne Marie Howard : Margaret Spurlock
- Bryce Lenon : agent Wynn
- Jared Ward : l'officier Cooper
- Ted Garcia : Ted Gonzalez
- Lu Parker : Cynthia Choo
- Annie Campbell : Linda Bacon
- Emmett Miller : agent O'Neill
- Jamison Yang : Rex Walker
- Eric Bruskotter : l'homme musclé

Source et légende : version française (VF) sur Doublagissimo